# Вардисубани (Дманисский муниципалитет)
Вардисубани (груз. ვარდისუბანი) — село в Грузии, на территории Дманисского муниципалитета края (мхаре) Квемо-Картли.

## География
Село находится в юго-восточной части Грузии, на левом берегу реки Машаверы, на расстоянии приблизительно 11 километров (по прямой) к северо-востоку от города Дманиси, административного центра муниципалитета. Абсолютная высота — 857 метров над уровнем моря.

## Население
По результатам официальной переписи населения 2014 года в Вардисубани проживало 349 человек (183 мужчины и 166 женщин). В национальной структуре населения грузины составляли 98,3 %, армяне — 0,9 %.
| Год  | Население, человек |
| ---- | ------------------ |
| 2002 | 403                |
| 2014 | ↘ 349              |